# Scandi
Scandi hay scandium là một nguyên tố hóa học trong bảng tuần hoàn có ký hiệu Sc và số nguyên tử bằng 21. Là một kim loại chuyển tiếp mềm, màu trắng bạc, scandi có trong các khoáng chất hiếm ở Scandinavia và nó đôi khi được phân loại cùng với ytri và các nguyên tố trong nhóm Lanthan như là các nguyên tố đất hiếm.
Nó được phát hiện vào năm 1879 bằng cách phân tích quang phổ của các khoáng chất euxenit và gadolinit từ Scandinavia, nên được đặt tên theo bán đảo này.
Scandi có mặt trong hầu hết các mỏ của các hợp chất đất hiếm và urani, nhưng nó được khai thác từ các quặng này chỉ trong một vài mỏ trên toàn thế giới. Do tính sẵn có thấp và những khó khăn trong việc chuẩn bị scandi kim loại, lần đầu tiên được thực hiện vào năm 1937, các ứng dụng cho scandi đã không được phát triển cho đến những năm 1970. Những tác động tích cực của scandi lên hợp kim nhôm đã được phát hiện vào những năm 1970 và việc sử dụng nó trong các hợp kim như vậy vẫn là ứng dụng chính duy nhất của nó. Sản xuất thương mại toàn cầu của scandi oxit là khoảng 10 tấn mỗi năm.
Các tính chất của các hợp chất scandi là trung gian giữa các hợp chất của nhôm và ytri. Một mối quan hệ chéo tồn tại giữa hành vi của magnesi và scandi, giống như có giữa beryli và nhôm. Trong các hợp chất hóa học của các nguyên tố thuộc nhóm 3, trạng thái oxy hóa chiếm ưu thế là +3.

## Đặc trưng nổi bật

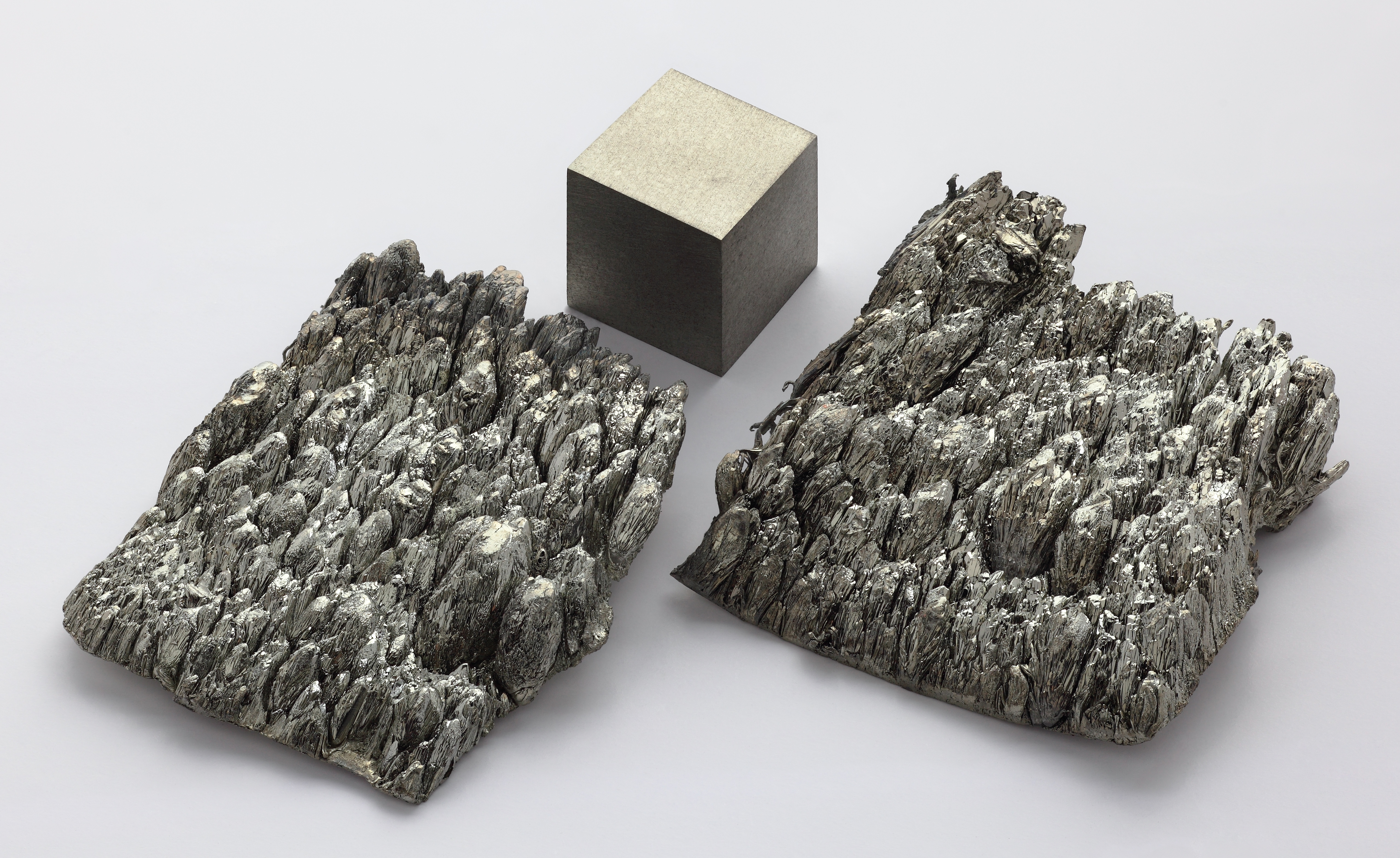
Scandi bên khối hộp 1 cm.

Scandi là một nguyên tố kim loại có tỷ trọng thấp, hóa trị 3 màu trắng bạc, mềm, khi bị phơi ra ngoài không khí thì nó chuyển sang màu vàng hay hồng nhạt. Nguyên tố này tương tự như ytri và các kim loại đất hiếm nhiều hơn là so với nhôm hay titan (là các nguyên tố cận kề trong bảng tuần hoàn). Trạng thái oxy hóa phổ biến của scandi là +3 và nó không bị ăn mòn bởi hỗn hợp tỷ lệ 1:1 của acid nitric (HNO3) và acid hydrofluoric (HF) 48%.

## Ứng dụng
Khoảng 20 kg (trong dạng Sc2O3) scandi được sử dụng hàng năm tại Hoa Kỳ để sản xuất các thiết bị chiếu sáng có cường độ cao. Iodide scandi được thêm vào các đèn hơi thủy ngân để tạo ra nguồn ánh sáng nhân tạo hiệu suất cao tương tự như ánh sáng mặt trời và cho phép tái tạo màu rất tốt cho các camêra truyền hình. Khoảng 80 kg scandi được sử dụng trong các loại đèn trên thế giới trong một năm. Đồng vị phóng xạ Sc46 được sử dụng trong các thiết bị lọc dầu bằng cracking như là chất dò dấu vết. Ứng dụng chính theo khối lượng là các hợp kim nhôm-scandi cho công nghiệp tàu vũ trụ và các thiết bị thể thao (xe đạp, gậy bóng chày v.v.) dựa trên các tính chất đặc biệt của vật liệu. Khi thêm vào nhôm, scandi có thể cải thiện độ bền (ở nhiệt độ phòng và ở nhiệt độ cao hơn), độ mềm v.v thông qua sự hình thành của pha Al3Sc. Ngoài ra, nó cũng làm giảm khả năng tạo vết nứt khi đông đặc trong quá trình hàn các hợp kim nhôm có độ bền cao.
Các nhà sản xuất xe đạp cho rằng việc sử dụng ban đầu của hợp kim nhôm-scandi là ở các đầu mũi hình nón của các tên lửa đạn đạo phóng từ các tàu ngầm của Liên Xô. Độ bền của các đầu mũi hình nón này là đủ để nó xuyên thủng các tảng băng mà không bị tổn hại, vì thế nó cho phép các tên lửa được phóng đi trong khi các tàu ngầm vẫn còn đang lặn dưới các tảng băng Bắc cực. Nếu điều này là đúng thì nó sẽ giúp giải thích tại sao các kho dự trữ của Liên Xô cũ lại là các nguồn chủ yếu của scandi.

## Lịch sử
Dmitri Mendeleev sử dụng định luật tuần hoàn của mình năm 1869 để dự đoán sự tồn tại và một số tính chất của ba nguyên tố chưa biết đến vào thời kỳ đó, bao gồm một nguyên tố mà ông gọi là ekabo. 	
Lars Fredrick Nilson và đồng nghiệp của mình, dường như đã không biết đến dự đoán này tới tận mùa xuân năm 1879 trong khi tìm kiếm các kim loại đất hiếm; đã sử dụng phương pháp phân tích quang phổ và tìm thấy một nguyên tố mới trong các khoáng chất euxenit và gadolinit. Ông đặt tên nó là scandium, từ tiếng Latinh scandia có nghĩa là "Scandinavia", và để cô lập nguyên tố này thì ông đã phải xử lý 10 kilôgam euxenit với các cặn bã đất hiếm khác và thu được khoảng 2 gam scandia (Sc2O3) rất tinh khiết.	
Per Teodor Cleve đã kết luận rằng các tính chất của scandi đã phù hợp rất tốt với ekabo mà người ta đã hy vọng và thông báo điều này cho Mendeleev vào tháng 8 cùng năm.	
Scandi kim loại được điều chế lần đầu tiên vào năm 1937 bằng phương pháp điện phân hỗn hợp nóng chảy eutecti của kali, lithi và chloride scandi ở 700-800°C. Người ta dùng các sợi wolfram trong bể kẽm lỏng làm các điện cực trong nồi nấu kim loại bằng graphit. Scandi với độ tinh khiết 99% chỉ được sản xuất ra vào năm 1960.

## Sự phổ biến
Các khoáng chất hiếm ở Scandinavia và Madagascar, chẳng hạn như thortveitit, euxenit và gadolinit là các nguồn cô đặc duy nhất đã biết có chứa nguyên tố này (nó không bao giờ ở dạng kim loại tự do).	
Nguyên tố số 21 này là nguyên tố có độ phổ biến đứng thứ 23 trong Mặt Trời và các ngôi sao tương tự nhưng chỉ đứng thứ 50 trên Trái Đất. Scandi được phân bổ rộng khắp trên Trái Đất nhưng chỉ ở dạng dấu vết trong khoảng trên 800 khoáng chất. Màu xanh lam trong biến thái aquamarin của khoáng chất berylin được cho là do scandi tạo ra. Nó là thành phần quan trọng của khoáng chất hiếm thortveitit và được tìm thấy trong cặn còn lại sau khi wolfram được chiết ra khỏi Zinnwald wolframit.	
Thortveitit là nguồn chủ yếu của scandi, các sản phẩm phụ trong cặn bã của quặng uran cũng là một nguồn quan trọng. Scandi tinh khiết được sản xuất thương mại bằng cách khử fluoride scandi bởi calci kim loại.	
Nguồn chủ yếu của scandi từ các kho dự trữ quân sự của Liên Xô cũ, chúng được tách ra từ các phụ phẩm của sản xuất uran. Tại châu Âu và Bắc Mỹ không có nguồn sản xuất chính của scandi.

## Đồng vị
Scandi nguồn gốc tự nhiên bao gồm 1 đồng vị ổn định Sc45. Mười ba đồng vị phóng xạ cũng đã được tìm thấy với đồng vị ổn định nhất là Sc46 có chu kỳ bán rã 83,79 ngày, Sc47 với chu kỳ bán rã 3,3492 ngày và Sc48 với chu kỳ bán rã 43,67 giờ. Tất cả các đồng vị phóng xạ còn lại có chu kỳ bán rã nhỏ hơn 4 giờ và phàn lớn trong chúng có chu kỳ bán rã nhỏ hơn 2 phút. Nguyên tố này cũng có 5 siêu trạng thái với ổn định nhất là Scm44 (t½ 58,6 giờ).
Các đồng vị của scandi có nguyên tử lượng từ 39,978 amu (Sc40) to 53,963 amu (Sc54). Phương thức phân rã chủ yếu của các đồng vị nhẹ hơn đồng vị ổn định duy nhất Sc45 là bắt điện tử và phương thức chủ yếu của các đồng vị nặng hơn Sc45 là bức xạ beta. Sản phẩm phân rã chủ yếu của đồng vị nhẹ là các đồng vị của nguyên tố thứ 20 (calci) và sản phẩm chủ yếu của các đồng vị nặng là các đồng vị của nguyên tố thứ 22 (titan).	

## Phòng ngừa
Bột scandi kim loại là chất dễ cháy và tạo ra nguy cơ cháy nổ.	